# ナイチンゲール島
座標: 南緯37度25分10秒 西経12度28分40秒 / 南緯37.41944度 西経12.47778度

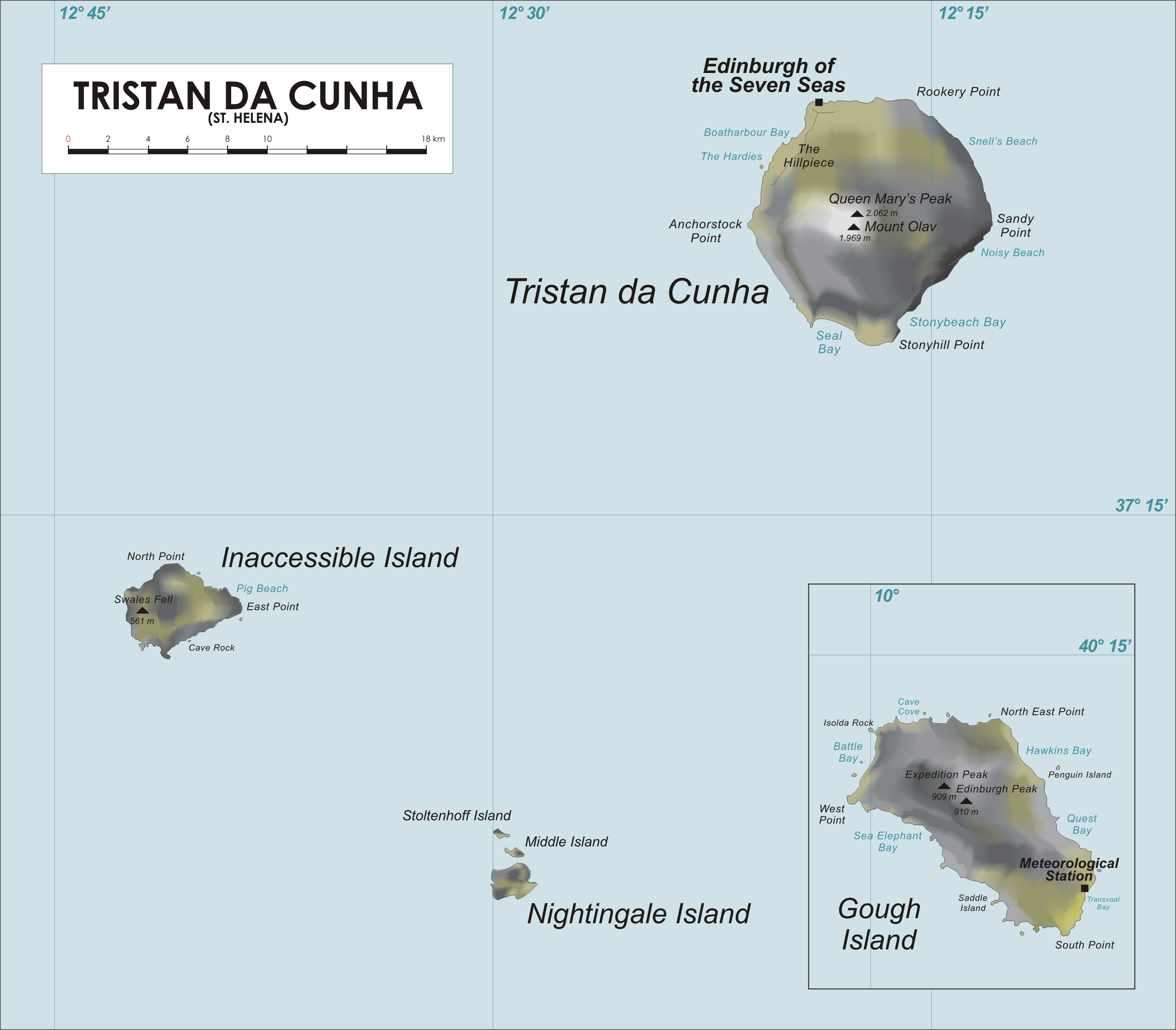
トリスタン・ダ・クーニャの地図

ナイチンゲール島（ナイチンゲールとう、Nightingale Island）は、南大西洋にあるイギリスの海外領土、セントヘレナ・アセンションおよびトリスタンダクーニャに属するトリスタンダクーニャ南方のナイチンゲール諸島の主島である。
イナクセシブル島から南の方にあり、ナイチンゲール島付近にあるミドル島とストルテンホフ島と共にナイチンゲール諸島を構成している。島は面積1.8km2ほどの小さな無人の火山島で、最高峰は561m。島の周囲は断崖絶壁に取り囲まれており、島に上陸するのは大変である。
1506年にポルトガルの航海者トリスタン・ダ・クーニャによりイナクセシブル島と共に発見された。

ナイチンゲール島の遠景